# Rayeuk Matang
Rayeuk Matang is een bestuurslaag in het regentschap Aceh Utara van de provincie Atjeh, Indonesië. Rayeuk Matang telt 503 inwoners (volkstelling 2010).